# Andrzej Sukiennicki
Andrzej Sukiennicki (ur. 8 kwietnia 1936 w Warszawie, zm. 31 lipca 2005 tamże) – polski uczony, specjalista z zakresu teorii magnetyzmu i fizyki układów złożonych, profesor doktor habilitowany Wydziału Fizyki i Matematyki Stosowanej Politechniki Warszawskiej. 

## Życiorys
W 1955 ukończył studia na Politechnice Warszawskiej i pozostał na uczelni jako pracownik naukowy. W 1964 obronił doktorat, w 1969 habilitował się i został docentem. Od 1975 przez trzy lata był prodziekanem Wydziału Fizyki Technicznej i Matematyki Stosowanej. W 1977 został profesorem nadzwyczajnym, a w 1987 profesorem zwyczajnym. 
Autor ponad 60 prac z zakresu fizyki ciała stałego i magnetycznych właściwości ciał stałych opublikowanych w prasie krajowej i zagranicznej. 
Pochowany na cmentarzu Powązkowskim w Warszawie (kw. 317, rząd VI, grób 19).

## Członkostwo
- Polskie Towarzystwo Fizyczne;
- Europejskie Towarzystwo Fizyczne.

## Nagrody i odznaczenia
- Nagrody resortowe II stopnia: 1973, 1976, 1979, 1980, 1982;
- Nagroda resortowa III stopnia: 1979;
- Krzyż Kawalerski Orderu Odrodzenia Polski
- Złoty Krzyż Zasługi.